# Segunda Revolução

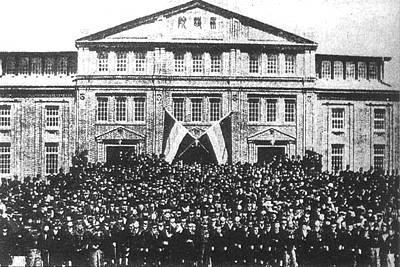
Assembléia Chinesa em 1913

A Segunda Revolução foi uma denominação dada na China ao levante no verão de 1913 dos partidários do governo parlamentar contra o governo autoritário de Yuan Shikai, que acabou fracassando.

## Antecedentes
Após a nomeação de Yuan Shikai como presidente da nova República da China, no início de 1912, o governo deste tentou entrincheirar-se no poder, adiando a convocação das eleições previstas pela constituição.
A república, praticamente falida, negociou um grande empréstimo com as potências estrangeiras, e quando as eleições de 1913 mostraram a derrota da Yuan e o florescimento da oposição revolucionária, este contraiu um empréstimo sem a aprovação prévia do novo parlamento, recém reunido em 7 de abril de 1913. Foi um gesto desafiador de Yuan ao parlamento e o seu método de obtenção de fundos foram destinados a permitir-lhe a permanecer no controle da política nacional, apesar da vitória da oposição nas eleições.
Depois de um protesto inútil do parlamento durante a primavera, em 10 de julho de 1913, iniciaram os combates entre as forças de Yuan e os rebeldes que se opunham a ele na província de Jiangxi.

## Desenvolvimento
A campanha foi curta, pois os rebeldes do sul estavam pobremente armados e não tinham suprimentos adequados, e entraram em confronto com as poderosas tropas do governo central que já os haviam derrotado em 1911.  Os diversos focos rebeldes também não estavam coordenados.
As tropas de Jiangxi, não mais de 20 000 homens, foram rechaçadas para as montanhas, onde logo se desintegraram.
Huang Xing, que conseguiu a ascensão da guarnição de Nanking, fracassou em sua tentativa de marchar em Tianjin pela ferrovia, fugindo para o Japão. As tropas resistiram apesar de seu abandono, mas não conseguiram evitar a captura da cidade pelas tropas de Feng Guozhang e Zhang Xun .
Xangai não pode ser retomada pelos rebeldes, que contavam com a obtenção de arsenal importante na cidade.
A marinha, simpatizante dos rebeldes, manteve a sua neutralidade pelos subornos do governo de Yuan.
Cantão, favorável aos republicanos e revoltosa, rapidamente foi submetida pelas tropas de Guangxi.
Após dois meses de rebelião e falta de dinheiro para sustentá-la, os líderes fugiram para o exterior.

## Consequências
Yuan usou sua vitória sobre os rebeldes para se livrar do Parlamento, que tinha estado em contato com aqueles, e estava a elaborando uma nova constituição que reduziria substancialmente o seu poder. Subornando os tribunais conseguiu aprovar o procedimento para a eleição de presidente e pela mistura de suborno e intimidação conseguiu ser eleito para o cargo - até então o exercia a título provisório - em 10 de outubro de 1913. Em 4 de novembro de 1913, com o apoio do governo, emitiu um decreto que retirava os assentos dos deputados membros do Kuomintang e dos radicais, eliminando assim os deputados da oposição e acabando com o Parlamento, que não atingiu quorum. No mesmo dia, o governo de Yuan aceitou a independência da Mongólia, através de um acordo com a Rússia.
O fracasso da revolta permitiu a Yuan o controle sobre a China até a sua tentativa fracassada de proclamar-se imperador no final de 1915, que não foi aceito pelos seus antigos pupilos que controlavam as províncias. Sua morte não conduziu, no entanto, a restauração do governo constitucional e parlamentar, mas na desintegração do país em muitas regiões controladas pelos senhores da guerra, muitos deles antigos apoiantes de Yuan, na chamada "Era dos senhores da guerra".

Os revolucionários, fugitivos até 1916, aproveitaram a tentativa de proclamação imperial de Yuan para regressar à pátria e, após o fracasso da restauração do parlamento em Pequim, organizarem um fracassado Movimento de Proteção Constitucional com Sun Yat Sen na liderança.